# 非洲跳鼠
非洲跳鼠（學名Jaculus jaculus），屬於囓齒目跳鼠科，生活在非洲和中東地區。